# فرودگاه کرانلند
فرودگاه کرانلند (به انگلیسی: Cranland Airport) یک فرودگاه همگانی با کد یاتا 28M است که یک باند فرود آسفالت دارد و طول باند آن ۵۶۷ متر است. این فرودگاه در شهر هانسن، ماساچوست کشور ایالات متحده آمریکا قرار دارد و در ارتفاع ۲۲ متری از سطح دریا واقع شده‌است.